# Jorge André Pereira da Fonseca
Pour les articles homonymes, voir Jorge Fonseca.
Jorge André Pereira da Fonseca est un joueur international allemand de rink hockey.

## Palmarès
En 2016, il participe au championnat d'Europe.